# Чукчагирско језеро
Чукчагирско језеро (рус. Чукчагирское озеро) је језеро у Русији. Налази се на територији Хабаровске Покрајине. Површина језера износи 366 km².